# Im Herzen jung
Im Herzen jung (Originaltitel: Les Jeunes amants) ist ein französisch-belgisches Filmdrama von Carine Tardieu aus dem Jahr 2021 mit Fanny Ardant und Melvil Poupaud in den Hauptrollen.

## Handlung
In einem Krankenhaus in Lyon treffen im Dezember 2006 Shauna Loszinsky und der Onkologe  Pierre Escande aufeinander. Shaunas im Sterben liegende Freundin Mathilde ist Pierres Patientin. Pierre, der zudem mit Mathildes Sohn Georges befreundet ist, versucht, Shauna aufzuheitern.
15 Jahre später reist Pierre mit Georges von Lyon zu einer Konferenz in Dublin, wo sie zusammen mit ihrer Pariser Kollegin Aïssa Sissoko Ergebnisse von neuen Behandlungsmethoden präsentieren, für die sie sich finanzielle Mittel erhoffen. Georges lädt Pierre danach ein, mit ihm zum Haus seiner Familie an der irischen Küste zu fahren. Das Haus wird gerade von Shauna renoviert, die Architektin ist. Pierre erkennt die inzwischen 70-jährige Shauna sofort wieder. Sie hingegen kann sich erst bei einem abendlichen Gespräch durch seine mitfühlende Art an den 25 Jahre jüngeren Arzt erinnern.
Als Shauna in der Nacht ihren fortgelaufenen Hund suchen geht, folgt ihr Pierre an den Strand. Pierre erzählt von seinen beiden Kindern und einem weiteren, das er und seine Frau im Dezember 2006 kurz nach der Geburt verloren haben. Zurück im Haus, das sie regelmäßig zur Erholung nutzt, erzählt ihm Shauna von sich. Der Vater ihrer Tochter Cécilia sei bereits tot. Die kurze Ehe mit ihm, einem notorischen Fremdgänger, sei sowieso ein Fehler gewesen. Am nächsten Tag reisen Pierre und Georges ab.
In Lyon ermutigt Pierre seine an Brustkrebs erkrankte Patientin Martha, sich einer neuen experimentellen Behandlungsmethode zu unterziehen. Weil er es Shauna versprochen hat, sie über seine Arbeit auf dem Laufenden zu halten, ruft Pierre Shauna an und verabredet mit ihr ein Treffen in Paris, wo er gerade mit Georges und Dr. Sissoko von offizieller Seite grünes Licht für seine Behandlungsmethode bekommen hat. Shauna, die zur Verlobungsfeier ihrer Enkelin Adèle eingeladen ist, lässt sich von Pierre in einer Seitenstraße küssen. Ihre eintreffende Tochter Cécilia lädt Pierre kurzerhand zur Feier in einem indischen Restaurant ein, wo Shauna und Pierre heimlich Händchen halten. Anschließend nimmt Shauna Pierre mit in ihre Wohnung und sie verbringen die Nacht miteinander.
Zuhause in Lyon beichtet Pierre seiner Frau Jeanne den Seitensprung. Jeanne will davon jedoch nichts wissen. Shaunas Tochter Cécilia ahnt, dass ihre Mutter jemanden kennengelernt hat, doch will Shauna nicht verraten, um wen es sich dabei handelt. Als Jeanne schließlich doch erfahren will, mit wem Pierre sie betrügt, reagiert sie schockiert, dass er sich auf eine „alte Dame“ eingelassen hat. Auch Georges, der mit Jeanne im selben Labor arbeitet, zeigt sich entsetzt, sei Shauna doch wie eine zweite Mutter für ihn. Shauna wiederum meint, Pierre solle sein Leben nicht auf eine alte Frau verschwenden, die keine Zukunft mehr habe, doch verbringen sie erneut eine Nacht zusammen. Zuhause schlägt die betrunkene und tief verletzte Jeanne mit einem Blumenstrauß auf Pierre ein und liegt anschließend weinend in seinen Armen. Pierre zieht daraufhin vorübergehend zu Georges. 
Nach einem gemeinsamen Bad mit Pierre gelingt es Shauna nicht, allein aus der Badewanne zu steigen. Wie sich herausstellt, hat Shauna Parkinson. Weil sie Pierre ihr Schicksal nicht zumuten will, beendet Shauna ihr Verhältnis. Verzweifelt versucht Pierre, sie umzustimmen, und wartet vor ihrer Wohnung im strömenden Regen, bis Shauna ihn bittet, auch um ihrer Liebe willen zu gehen. Vor ihrer Tochter Cécilia bricht Shauna tieftraurig zusammen, worauf Cécilia Pierre aufgebracht die Schuld daran gibt, dass sich Shaunas gesundheitlicher Zustand verschlechtert habe.
Drei Monate später hält sich Shauna in Irland auf. Marthas körperlicher Zustand hat sich inzwischen ebenfalls verschlechtert, doch sind die Ergebnisse der neuen Therapie bei anderen Krebspatienten durchaus positiv. Nachdem Shauna versucht hat, Mathilde telefonisch zu erreichen, obwohl ihre Freundin schon viele Jahre tot ist, wird sie in ein Krankenhaus gebracht. Jeanne, die sich um Pierre Sorgen macht, besucht die inzwischen heimgekehrte Shauna und lässt sie wissen, dass ihr sonst so starker Mann ohne sie völlig am Boden sei. Shauna trifft sich daraufhin mit Pierre in einem Café, wo sie sich von ihm überreden lässt, das Beste aus der Situation zu machen.

## Hintergrund

### Vorgeschichte und Drehbuch
Ursprünglich handelte es sich um ein Projekt der isländisch-französischen Regisseurin und Drehbuchautorin Sólveig Anspach. Zusammen mit Agnès de Sacy hatte Anspach an einem Drehbuch gearbeitet, das von der wahren Geschichte ihrer Mutter inspiriert war, die im Alter von 75 Jahren die Liebe mit einem jüngeren Mann wiederentdeckt hatte. Nach Anspachs Tod im Jahr 2015 wurde das Projekt von Carine Tardieu übernommen, die das Skript mit de Sacy noch einmal einer Überarbeitung unterzog. „Auf die Angst vor dem Tod mit dem Wunsch nach Leben zu reagieren, ist das Thema dieses Films, und das ist es, was mir Sólveig mit dieser Geschichte vermittelt hat“, so Tardieu. Der Film ist Anspach gewidmet.

### Dreharbeiten

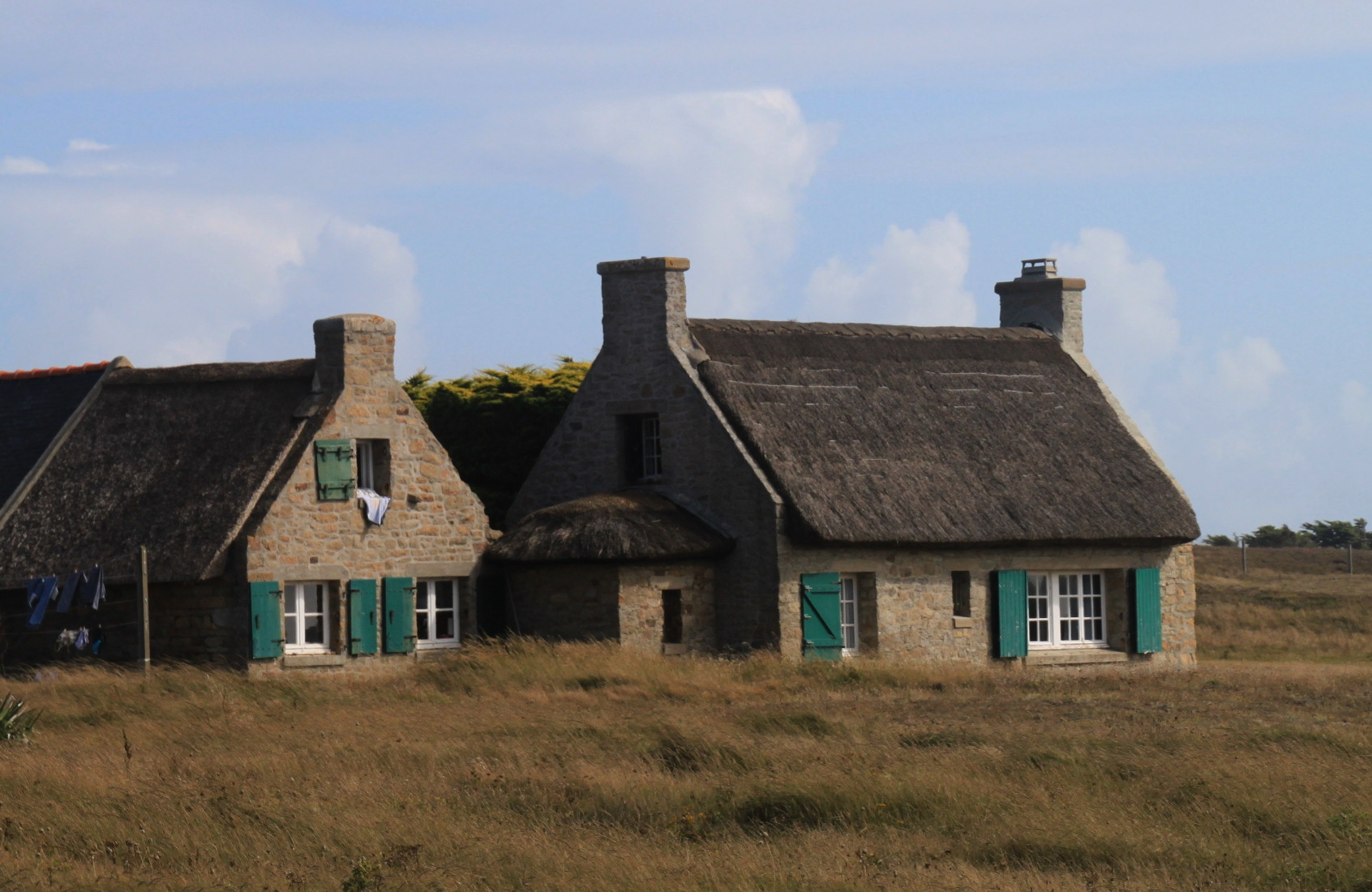
Haus in Plomeur, ein für die Irland-Szenen genutzter Drehort des Films

Gedreht wurde vom 8. September bis 24. Oktober 2020 in Paris, Lyon und der Bretagne, wo in Plomeur, Crozon und am Strand der Landspitze Pointe du Toulinguet die in Irland spielenden Szenen entstanden. Das Szenenbild stammt von Jean-Marc Tran Tan Ba, als Kostümbildnerin trat Isabelle Pannetier in Erscheinung. Die Produktionskosten lagen bei 5,12 Millionen Euro.

## Soundtrack
Neben der Filmmusik von Eric Slabiak, der für Im Herzen jung zum dritten Mal mit Carine Tardieu zusammenarbeitete, sind auch andere Songs und Kompositionen im Film zu hören:
- Le Premier bonheur du jour von Françoise Hardy
- Thillana von David Fanshawe
- Calcutta Dawn von Richard Blackford
- Bahon Mein Chale Aao / Come to Me (aus dem Film Anamika) von Rahul Dev Burman und Majrooh Sultanpuri, gesungen von Lata Mangeshkar
- Goldberg-Variationen: Aria (BWV 988) von Johann Sebastian Bach
- Nocturne Op. 9, Nr. 2 in Es-Dur von Frédéric Chopin in einer Gitarrenversion
- A Lady of a Certain Age von The Divine Comedy
- Concerto pour la fin d’un amour (aus dem Film Der Mann, der mir gefällt) von Francis Lai
- Schwanengesang: Ständchen in d-Moll von Franz Schubert, arrangiert für Klavier von Franz Liszt

## Rezeption

### Veröffentlichung
Der Film wurde am 25. August 2021 auf dem Festival du film francophone d’Angoulême uraufgeführt. Am 16. Oktober 2021 wurde er auch auf dem 16. Internationalen Filmfestival von Rom gezeigt. Am 2. Februar 2022 kam er in die französischen Kinos, wo er von über 400.000 Zuschauern gesehen wurde. In Deutschland kam der Film am 3. August 2023 in die Kinos.

### Kritiken
„Mit großer Zärtlichkeit und Genauigkeit in allen Einstellungen orchestriert Carine Tardieu ein glühendes Melodram à la Douglas Sirk“, befand Le Figaro. Fanny Ardant sei „atemberaubend als freie und unabhängige Frau“, die die Liebe eigentlich schon ad acta gelegt habe. Le Journal du Dimanche konstatierte, dass die Handlung „banal oder gekünstelt“ hätte erscheinen können, wäre da nicht „der tiefe Blick von Fanny Ardant, die abwechselnd starr, verstört, verletzlich und siegreich ist“, wodurch der Film „die unerwartete Größe eines ergreifenden Melodrams“ erreiche, in dem man auch lächeln könne.
Le Parisien sah in „der Zartheit von Melvil Poupaud, der Subtilität von Fanny Ardant und der Finesse von Carine Tardieus Regie“ die nötige Formel, um den Zuschauer vollständig „in diese großartige Romanze und diesen schönen Film“ eintauchen zu lassen.
Auch Le Monde lobte vor allem die Besetzung. Ardant sei „hervorragend“ in ihrer Rolle einer 70-jährigen Intellektuellen, deren routinierter Alltag durch eine neue Liebe auf den Kopf gestellt werde. Poupaud habe sich „mit Leib und Seele einer hohen Emotionalität hingegeben und sich von der Leidenschaft völlig entblößen lassen“. In starken Nebenrollen, die den Film im Alltag verankern, da er ansonsten „oberflächlich und inkonsistent“ gewirkt hätte, seien Cécile de France, Florence Loiret Caille und Sharif Andoura zu sehen. Auch sei die Regisseurin „bei ihrem Thema konsequent und realistisch geblieben und nie einem Übermaß an Optimismus verfallen“, bei dem die Liebe alle Hindernisse überwinde. Diese Zurückhaltung habe die Schlussszene zu „einem schönen, tränenreichen und plausiblen Ausgang“ geführt.

### Auszeichnungen
Bei der César-Verleihung 2023 war Fanny Ardant in der Kategorie Beste Hauptdarstellerin nominiert. Auf dem Festival du film francophone d’Angoulême lief der Film im Rennen um den Preis in der Sparte „Vorpremieren“. Beim Festival du film de Cabourg wurden im Juni 2022 Ardant als beste Darstellerin und Carine Tardieu für die beste Regie mit dem Swann d’Or ausgezeichnet.

## Deutsche Fassung
Die deutsche Synchronfassung entstand bei der Digital Media Technologie in Hamburg nach dem Dialogbuch von Celine Fontanges, die auch die Dialogregie und die Synchronisation von Cécile de France übernahm.
| Rolle             | Darsteller             | Synchronsprecher      |
| ----------------- | ---------------------- | --------------------- |
| Shauna Loszinsky  | Fanny Ardant           | Marion Martienzen     |
| Pierre Escande    | Melvil Poupaud         | Sascha Rotermund      |
| Jeanne Escande    | Cécile de France       | Celine Fontanges      |
| Cécilia           | Florence Loiret Caille | Simona Pahl           |
| Georges           | Sharif Andoura         | Christian Heiner Wolf |
| Rosalie Escande   | Sarah Henochsberg      | Runa Pernoda Schaefer |
| Adèle             | Olenka Ilunga          | Samina König          |
| Dr. Aïssa Sissoko | Manda Touré            | Rana Farahani         |
| Martha Flores     | Julia Gómez            | Cornelia Prescher     |